# Wanted, a House
Wanted, a House è un cortometraggio muto del 1914 diretto da Lee Beggs. Prodotto dalla Vitagraph Company of America e distribuito dalla General Film Company, aveva come interpreti Charles Brown, Josie Sadler, William E. Shay.

## Produzione
Il film fu prodotto dalla Vitagraph Company of America.

## Distribuzione
Distribuito dalla General Film Company, il film - un cortometraggio in una bobina - uscì nelle sale cinematografiche statunitensi il 3 giugno 1914.